# Байчэн
Байчэ́н (кит. упр. 白城, пиньинь Báichéng, буквально: «Белый город») — городской округ в провинции Гирин КНР.

## История
В 1904 году была создана Таонаньская управа (洮南府), подчинённая Мукденскому цзянцзюню; в том же году были образованы подчинённые управе уезды Кайтун (开通县) и Цзинъань (靖安县), а в конце года был образован Далайский комиссариат (大赉厅), подчинённый напрямую Хэйлунцзянскому цзянцзюню. В 1905 году был создан уезд Аньгуан (安广县), также подчинённый Таонаньской управе. В 1907 году институт цзянцзюней был ликвидирован, и были образованы провинции, как и в остальной стране; Таонаньская управа и уезды Кайтун, Цзинъань и Аньгуан вошли в состав провинции Фэнтянь, а Далайский комиссариат — в состав провинции Хэйлунцзян. В 1910 году в составе провинции Фэнтянь был образован уезд Чжэньдун (镇东县).
После Синьхайской революции 1911 года в Китае была изменена система административно-территориального деления, в ходе которой управы и области были упразднены, а комиссариаты были преобразованы в обычные уезды, из старых единиц административного деления были оставлены только провинции, регионы (道) и уезды; территория современного городского округа вошла в состав Таочанского региона (洮昌道) провинции Фэнтянь и Лунцзянского региона (龙江道) провинции Хэйлунцзян. В 1914 году уезд Цзинъань был переименован в Таоань (洮安县). В 1915 году был образован уезд Чжаньюй (瞻榆县), подчинённый Таочанскому региону провинции Фэнтянь. После утверждения в Нанкине правительства партии Гоминьдан регионы были упразднены, и уезды стали подчиняться напрямую правительствам провинций. В 1929 году провинция Фэнтянь была переименована в Ляонин.
После образования в 1932 году марионеточного государства Маньчжоу-го провинции Ляонин было возвращено название Фэнтянь. В 1934 году в Маньчжоу-го произошло изменение административно-территориального деления, и все уезды, находящиеся на территории современного городского округа, вошли в состав новой провинции Лунцзян. В 1938 году уезд Таоань был переименован в Байчэн (白城县).
После окончания Второй мировой войны и ликвидации Маньчжоу-го правительством Китайской Республики была принята программа административно-территориального передела Северо-Востока, и эти земли вошли в состав новых провинций Нэньцзян и Ляобэй. В 1949 году, после образования КНР, они были включены в состав провинции Хэйлунцзян.
В 1954 году эти земли были переданы из провинции Хэйлунцзян в провинцию Гирин, где был образован Специальный район Байчэн (白城专区). В 1958 году уезды Байчэн и Таонань были объединены в уезд Таоань (при этом урбанизированный центр уезда Байчэн был выделен в отдельный город Байчэн), Далай и Аньгуан — в уезд Даань, Кайтун и Чжаньюй — в уезд Тунъюй. В 1968 году Специальный район Байчэн был преобразован в Округ Байчэн (白城地区). В 1987 году уезд Таоань стал городским уездом Таонань, а в 1988 году городским уездом стал Даань.
В 1993 году округ Байчэн был преобразован в городской округ Байчэн, а бывший уездный город Байчэн стал районом Таобэй в его составе.

## Экономика
Основу экономики городского округа составляет текстильная промышленность.

## Административно-территориальное деление
Городской округ Байчэн делится на 1 район, 2 городских уезда, 2 уезда:
| Карта | Карта          | Карта    | Карта     | Карта        | Карта                  | Карта         | Карта                      |
| ----- | -------------- | -------- | --------- | ------------ | ---------------------- | ------------- | -------------------------- |
|       |                |          |           |              |                        |               |                            |
| #     | Статус         | Название | Иероглифы | Пиньинь      | Население (2003 прим.) | Площадь (км²) | Плотность населения (/км²) |
| 1     | Район          | Таобэй   | 洮北区    | Táoběi qū    | 490 000                | 2525          | 194                        |
| 2     | Городской уезд | Даань    | 大安市    | Dà'ān shì    | 420 000                | 4879          | 86                         |
| 3     | Городской уезд | Таонань  | 洮南市    | Táonán shì   | 440 000                | 5108          | 86                         |
| 4     | Уезд           | Чжэньлай | 镇赉县    | Zhènlài xiàn | 310 000                | 4695          | 66                         |
| 5     | Уезд           | Тунъюй   | 通榆县    | Tōngyú xiàn  | 350 000                | 8476          | 41                         |

## Города-побратимы
Байчэн является городом-побратимом следующих городов:
| Страна | Город-побратим | Год установления связи |
| ------ | -------------- | ---------------------- |
| Россия | Барнаул        | 30 апреля 1992         |